# Taïeb el Goundafi
 (mai 2025).
- Si vous ne connaissez pas le sujet, laissez ce bandeau (vous pouvez alors contacter les auteurs).
- Si vous supprimez le contenu mis en cause (vous pouvez préalablement contacter les auteurs),

argumentez précisément cette suppression dans la page de discussion
(un manque de référence n'est pas un argument ; une recherche réelle de référence doit avoir été effectuée, être formellement documentée).
 (novembre 2023).
La mise en forme du texte ne suit pas les recommandations de Wikipédia : il faut le « wikifier ».
Les points d'amélioration suivants sont les cas les plus fréquents. Le détail des points à revoir est peut-être précisé sur la page de discussion.
- Les titres sont pré-formatés par le logiciel. Ils ne sont ni en capitales, ni en gras.
- Le texte ne doit pas être écrit en capitales (les noms de famille non plus), ni en gras, ni en italique, ni en « petit »…
- Le gras n'est utilisé que pour surligner le titre de l'article dans l'introduction, une seule fois.
- L'italique est rarement utilisé : mots en langue étrangère, titres d'œuvres, noms de bateaux, etc.
- Les citations ne sont pas en italique mais en corps de texte normal. Elles sont entourées par des guillemets français : « et ».
- Les listes à puces sont à éviter, des paragraphes rédigés étant largement préférés. Les tableaux sont à réserver à la présentation de données structurées (résultats, etc.).
- Les appels de note de bas de page (petits chiffres en exposant, introduits par l'outil «  Source ») sont à placer entre la fin de phrase et le point final[comme ça].
- Les liens internes (vers d'autres articles de Wikipédia) sont à choisir avec parcimonie. Créez des liens vers des articles approfondissant le sujet. Les termes génériques sans rapport avec le sujet sont à éviter, ainsi que les répétitions de liens vers un même terme.
- Les liens externes sont à placer uniquement dans une section « Liens externes », à la fin de l'article. Ces liens sont à choisir avec parcimonie suivant les règles définies. Si un lien sert de source à l'article, son insertion dans le texte est à faire par les notes de bas de page.
- La présentation des références doit suivre les conventions bibliographiques. Il est recommandé d'utiliser les modèles {{Ouvrage}}, {{Chapitre}}, {{Article}}, {{Lien web}} et/ou {{Bibliographie}}. Le mode d'édition visuel peut mettre en forme automatiquement les références.
- Insérer une infobox (cadre d'informations à droite) n'est pas obligatoire pour parachever la mise en page.

Pour une aide détaillée, merci de consulter Aide:Wikification.
Si vous pensez que ces points ont été résolus, vous pouvez retirer ce bandeau et améliorer la mise en forme d'un autre article.
Taïeb el Goundafi (Taïeb Outgountaft en berbère), né vers 1850-1855 à Tagountaft et mort le 24 mai 1928 à Marrakech, est un homme d'État marocain. Il est Pacha et Naïb du sultan à Tiznit de mai 1917 à juin 1921,.
Son père est un amghar à Tagountaft avant d'être nommé caïd par la sultan Moulay Hassan. Selon la description du colonel Léopold Justinard dans son livre « Un grand chef berbère, le caïd Goundafi », Taïeb el Goundafi était discret et sobre contrairement à son rival Mtougui qui était très voyant. Madani El Glaoui était très calme et plein de bonnes sagesses.

## Biographie

### Origines amazigh de la tribu Aït Iraten
Le père de Taïeb Goundafi, Mohammed n aït Lhassan était Amghar de la tribu Goundafa avant de devenir caïd. Leur demeure était située à Kasbah de Agadir n Tagoundaft à 22 km au nord de Tizi n Test à environ 1600 mètres d’altitude dans le versant nord du Haut-Atlas. La tribu Goundafa fait partie des amazigh de Sous. Plusieurs tribus s’allient et forment un Lef. Goundafa fait partie du Lef Aït Iraten dont le chef est Mohammed Goundafi, père de Taïeb. L’Amghar Mohammed Goundafi était très puissant avant l’intronisation du sultan Molay Hassan en 1873 après la mort de son père Mohammed Ben Abderrahmane. Il se révolte contre le pacha Ahmed ou Malek dès sa nomination par le sultan Moulay Hassan tout en proclamant son allégeance au sultan.
L’Amghar Mohammed Goundafi avait sept fils dont Taïeb. Bien qu’il ne soit pas l’aîné, Taïeb s’est imposé jeune comme chef dans sa famille. Comme ses frères, Taïeb devait suivre une éducation essentiellement religieuse. Il n’était pas très assidu, il abandonnait l’école pour accompagner les guerriers. Son père l’a envoyé auprès du sultan pour se plaindre du comportement du pacha Ahmed ou Malek. Cette rencontre avec le sultan a amené l’Amghar à se soumettre à l’autorité du sultan Moulay Hassan. Ce dernier nomma l’Amghar caïd des tribus Goundafa d’oued Nfis en 1875.

## Parcours politique

### Débuts
A la mort de son père en 1883, Taïeb el Goundafi devient caïd des Goundafa. Il participe à la majorité des harkas du sultan Moulay Hassan et est présent à la harka de Tadla durant laquelle le sultan décède en 1894. La prise du pouvoir par le jeune sultan Moulay Abdelaziz s’est accompagnée de troubles (siba) dans de nombreuses régions du Maroc. Pour contribuer au maintien du pouvoir du Makhzen dans le Sous, Taïeb Goundafi mène une harka dans le Sous au sud de Tizi n’Test durant laquelle il est blessé à la jambe par une balle dans la localité de Tafingoult. Cette blessure l’immobilise plusieurs mois et en garde un handicape léger.
En 1902 Bou Hmara mène une rébellion à Taza contre le pouvoir. Goundafi et d’autres caïds du sud ont déplacé leurs armées vers Fès pour protéger le pouvoir du Sultan Moulay Abdelaziz. Des troubles naissent alors dans toutes les régions de Sous en l’absence des Caïds.

### Dans le Haut Atlas
En 1907 Moulay Hafid, frère du Sultan Moulay Abdelaziz, se proclame Sultan à Marrakech avec l’appui de Madani El Glaoui. Des alliances des hommes forts à Marrakech se font contre Taïeb Goundafi resté à Fès pour soutenir le Sultan Moulay Abdelaziz. Plusieurs localités sous l’autorité de Goundafi sont attaquées par des rebêles.
En 1908, Moulay Hafid est déclaré sultan à Fès par les Oulama (savants religieux). Goundafi retourne alors secrètement à Tinmel dans sa région natale. El Glaoui et surtout Mtougui cherchent à l’affaiblir voire l’éliminer prétextant son soutien à Moulay Abdelaziz. Il reste refugié dans les montagnes du Haut-Atlas jusqu’à l’arrivée de Lyautey à Marrakech en 1912.
Le sultan Moulay Hafid abdique en 1912 après l’établissement du protectorat français. Moulay Youssef, choisi par la France, devient sultan. Ahmed El Hiba s’est proclamé sultan du Maroc à Tiznit la même année et a lancé la guerre contre l’occupation française. Il réussit à entrer victorieux à Marrakech la même année, trois des grands caïds du sud lui font allégeance : El Glaoui, Mtougui et El Ayadi. Goundafi reste dans la montagne observant les évènements. Septembre 2012, Ahmed El Hiba se sauve dans le sud à Taroudant, Sous après sa défaite contre l’armée français. Les trois caïds qui hier se sont soumis à Moulay Hafid, puis à El Hiba se soumettent à Lyautey. Octobre 1912, Goundafi négocie sa soumission à la France contre la reprise sous son pouvoir des localités prises Mtougui (Amzmiz, Aguergour). La France a mis en place « la politique des grands caïds » pour contrôler le Maroc avec un engagement très réduit de l’armée française. La rivalité entre les grands caïds est mise à profit par la France pour assoir son pouvoir en évitant un front uni contre l’occupation.
En 1913, des harkas sont organisées, sous le contrôle de la France, pour combattre Ahmed El Hiba au Sous. Officiellement ces harkas agissent au nom du sultan Moulay Youssef. C’est Thami El Glaoui qui est à la tête des harkas contre El Hiba qui se sauve de Taroudant en mai 1913

## Décorations
- Chevalier de la Légion d'honneur
- Grand-croix de la Légion d'honneur